# Borough de Península de Kenai
El borough de la Península de Kenai (en inglés: Kenai Peninsula Borough), fundado en 1964, es uno de los 19 boroughs del estado estadounidense de Alaska. En el censo del año 2020, el borough tenía una población de 58,799 habitantes y una densidad poblacional de 1,42 habitantes por km². La sede del borough es Soldotna.

## Geografía
Según la Oficina del Censo, el condado tiene un área total de 64 100 km² (24 749 mi²), de la cual 41 500 km² (16 023,2 mi²) es tierra y 22 600 km² (8725,9 mi²) (35%) es agua.

### Boroughs adyacentes
- Área censal de Bethel - noroeste
- Borough de Matanuska–Susitna - norte
- Municipalidad de Anchorage - norte
- Área censal de Valdez–Cordova - este
- Borough de Lake and Peninsula - oeste
- Borough de Isla Kodiak - sur

## Demografía
Según el censo de 2020, había 58,799 personas, 32,946 hogares y 23,902 familias residiendo en la localidad. La densidad de población era de 1,42 hab./km². Había 32,946 viviendas con una densidad media de 0,79 viviendas/km². El 82,4% de los habitantes eran blancos, el 0,9% afroamericanos, el 8,1% amerindios, el 1,8% asiáticos, el 0,4% isleños del Pacífico y el 6,3% pertenecía a dos o más razas. El 4,5% de la población eran hispanos o latinos de cualquier raza.

## Localidades

### Ciudades
Homer |
Kachemak |
Kenai |
Seldovia |
Seward |
Soldotna

### Lugares designados por el censo
Anchor Point |
Bear Creek |
Beluga |
Clam Gulch |
Cohoe |
Cooper Landing |
Crown Point |
Diamond Ridge |
Fox River |
Fritz Creek |
Funny River |
Halibut Cove |
Happy Valley |
Hope |
Kalifornsky |
Kasilof |
Lowell Point |
Miller Landing |
Moose Pass |
Nanwalek |
Nikiski |
Nikolaevsk |
Ninilchik |
Port Graham |
Primrose |
Ridgeway |
Salamatof |
Seldovia Village |
Sterling |
Sunrise |
Tyonek

### Áreas no incorporadas
Kachemak Selo |
Razdolna |
Voznesenka